# Lijst van burgemeesters van Katwoude
Dit is een lijst van burgemeesters van de voormalige Nederlandse gemeente Katwoude vanaf 1 mei 1817, toen het werd afgesplitst van Monnickendam, tot Katwoude met onder andere Monnickendam op 1 januari 1991 opging in de nieuwe gemeente Waterland.
| Ambtsperiode | Naam burgemeester           | Partij of stroming | Bijzonderheden                                                                        |
| ------------ | --------------------------- | ------------------ | ------------------------------------------------------------------------------------- |
| 1817 - 1853  | Jan (J.) Wijndels de Jongh  |                    | eerst schout                                                                          |
| 1853 - 1881  | F. Nooy                     |                    | tevens burgemeester van Monnickendam                                                  |
| 1882 - 1884  | Tjeerd (T.) van der Zee     |                    | tevens burgemeester van Monnickendam, later burgemeester van Enschede                 |
| 1884 - 1891  | J.M. Lamaison van Heenvliet |                    | tevens burgemeester van Monnickendam                                                  |
| 1891 - 1915  | H. van Aken                 |                    | tevens burgemeester van Monnickendam, eerder burgemeester van Schermerhorn            |
| 1915 - 1936  | Jan (J.) Versteeg jr.       |                    | tevens burgemeester van Monnickendam                                                  |
| 1936 - 1944  | Tjaard (T.) Heikens         | CHU                | tevens burgemeester van Monnickendam, eerder burgemeester van Marken                  |
| 1944         | H. van der Hoef             |                    | waarnemend                                                                            |
| 1945 - 1946  | F. Clobus                   |                    | waarnemend                                                                            |
| 1946 - 1958  | W.N. Kelder                 |                    | tevens burgemeester van Monnickendam                                                  |
| 1958 - 1990  | mr. Jan Frans de Groot      | CHU / CDA          | tevens burgemeester van Monnickendam (1958-1981), eerder burgemeester van Wijdewormer |
| 1990 - 1991  | drs. Sjo (J.A.M.) Diederen  | CDA                | waarnemend, tevens burgemeester van Monnickendam (1981-1991)                          |